# Volo Austral Líneas Aéreas 205
Il volo Austral Líneas Aéreas 205 era un volo interno dell'Austral Líneas Aéreas che operava sulla rotta tra Buenos Aires e Mar del Plata in Argentina che si schiantò dopo essersi imbattuto in cattive condizioni meteorologiche durante l'atterraggio il 16 gennaio 1959, uccidendo 51 dei 52 passeggeri e membri dell'equipaggio a bordo. A quel tempo l'incidente fu il secondo peggior incidente nella storia dell'aviazione argentina ed è attualmente il sesto peggior incidente che coinvolge un Curtiss C-46 Commando.

## L'incidente
Il Curtiss C-46 Commando, codice di identificazione LV-GED, decollò da Buenos Aires alle 19:50 ora locale con a bordo cinque membri dell'equipaggio e 47 passeggeri per un volo di circa 250 miglia fino a Mar del Plata. L'aereo era già in ritardo di 35 minuti a causa delle cattive condizioni meteorologiche a destinazione. Il volo procedette normalmente e il Curtiss ricevette l'autorizzazione all'atterraggio dai controllori sulla pista 12 mentre si avvicinava all'aeroporto di Mar Del Plata. All'epoca il Non-directional beacon (NDB) dell'aeroporto non era funzionante, contribuendo ai problemi di navigazione. Quando l'aereo passò sopra la pista ad un'altitudine di 85 metri (279 piedi), la oltrepassò. Mancando l'avvicinamento, il comandante decise di iniziare una riattaccata. Tuttavia, in condizioni di scarsa visibilità con la poca illuminazione dell'aeroporto, il C-46 si bloccò schiantandosi in mare a circa 1,2 chilometri (0,75 miglia) di distanza dall'aeroporto alle 21:40 ora locale. Tutti i membri dell'equipaggio persero la vita e l'unico sopravvissuto dei 47 passeggeri a bordo dell'incidente rimase gravemente ferito.

## Cause
Un'indagine sull'incidente attribuì la maggior parte della colpa dell'incidente all'equipaggio. Il pilota non aveva familiarità con lo spazio aereo e aveva calcolato male l'avvicinamento strumentale, risultando in un mancato avvicinamento. Inoltre lo stato mentale dell'equipaggio contribuì al successivo stallo e alla perdita di controllo che causarono l'incidente aereo. I fattori che contribuirono ad esso furono il radiofaro non funzionante e la scarsa visibilità che resero difficile il discernimento delle luci e della pista dell'aeroporto.